# Salem Speedway
Salem Speedway är en cirka 900 meter lång oval som används i bland annat ARCA ReMax Series i USA. Banan ligger i Salem, Indiana. Banan har belysning, och banans ARCA-tävling kör under natten på en upplyst bana.